# Julia Müller
Julia Müller (10 de dezembro de 1985) é uma jogadora de hóquei sobre a grama alemã, medalhista olímpica.

## Carreira
Müller integrou o elenco da Seleção Alemã Feminina de Hóquei Sobre Grama, nas Olimpíadas de 2016, conquistando a medalha de bronze.